# بني اغرايم آيت صالح (سكورة مداز)
بني اغرايم آيت صالح هي إحدى مشيخات المملكة المغربية، تتبع جغرافيا لإقليم بولمان وإداريًا لسكورة مداز. يقدر عدد سكانها بـ 886 نسمة حسب الإحصاء الرسمي للسكان والسكنى لسنة 2004.